# Deutsch-panamaische Beziehungen
Eine deutsche Botschaft besteht in Panama-Stadt.
Panama betreibt eine Botschaft in  Berlin und ein Generalkonsulat in Hamburg. Honorarkonsuln gibt es in Erzhausen, Dresden, Kiel und Sauerlach.

## Geschichte

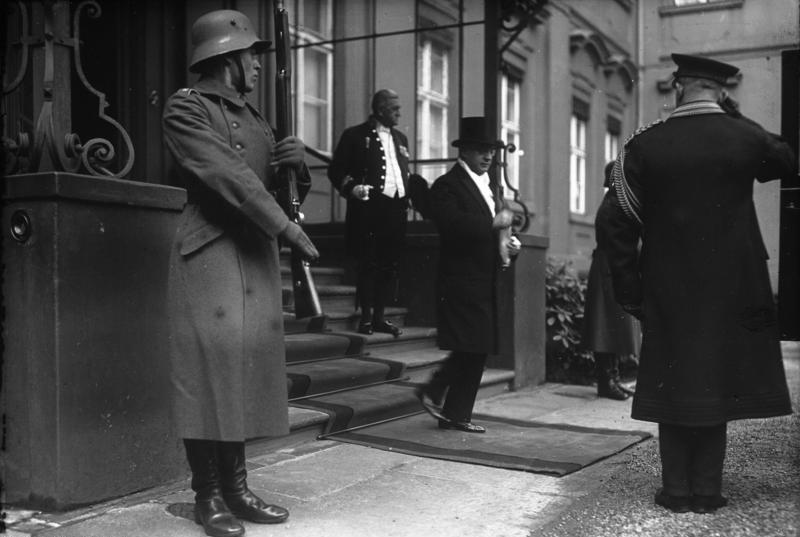
Der neue Gesandte von Panama Narziso Garay verlässt unter Ehrenbezeugungen der Reichswehr das Reichspräsidentenpalais in der Wilhelmstrasse.

Um 1860 versuchten Deutsche aus Texas, sich in der Provinz Chiriquí als Landwirte anzusiedeln, was aber misslang.